# Mus musculoides
Mus musculoides (Миша Темінка) — вид роду мишей (Mus).

## Поширення
Країни поширення: Бенін, Буркіна-Фасо, Камерун, Конго, Кот-д'Івуар, Екваторіальна Гвінея, Габон, Гамбія, Гана, Гвінея, Ліберія, Малі, Нігерія, Сенегал, Сьєрра-Леоне, Того.

## Екологія
Населяє саван і луки і розширює свій ареал у сільськогосподарські угіддя та аналогічні відкриті місця проживання.